# Brühe

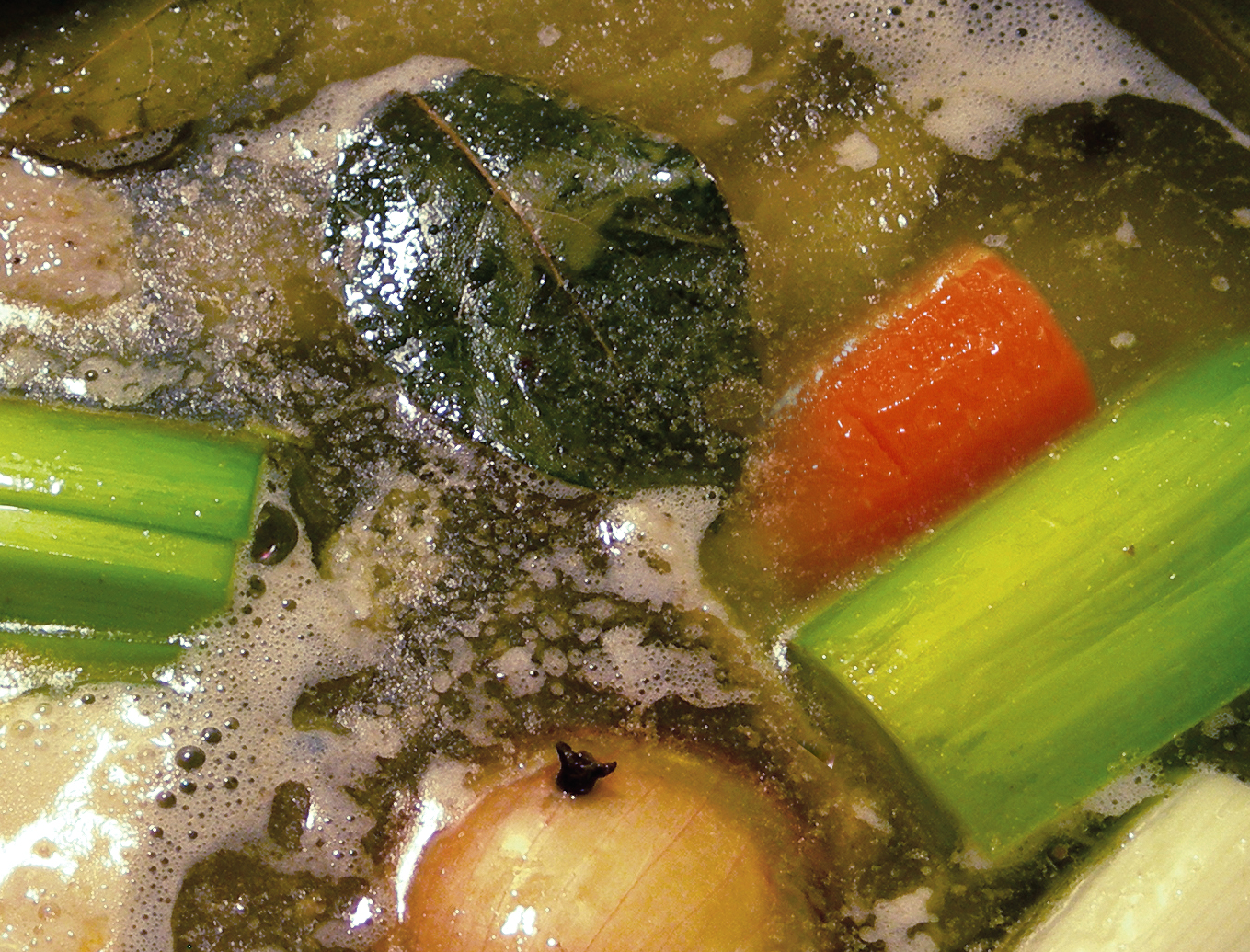
Hühnerbrühe während der Zubereitung

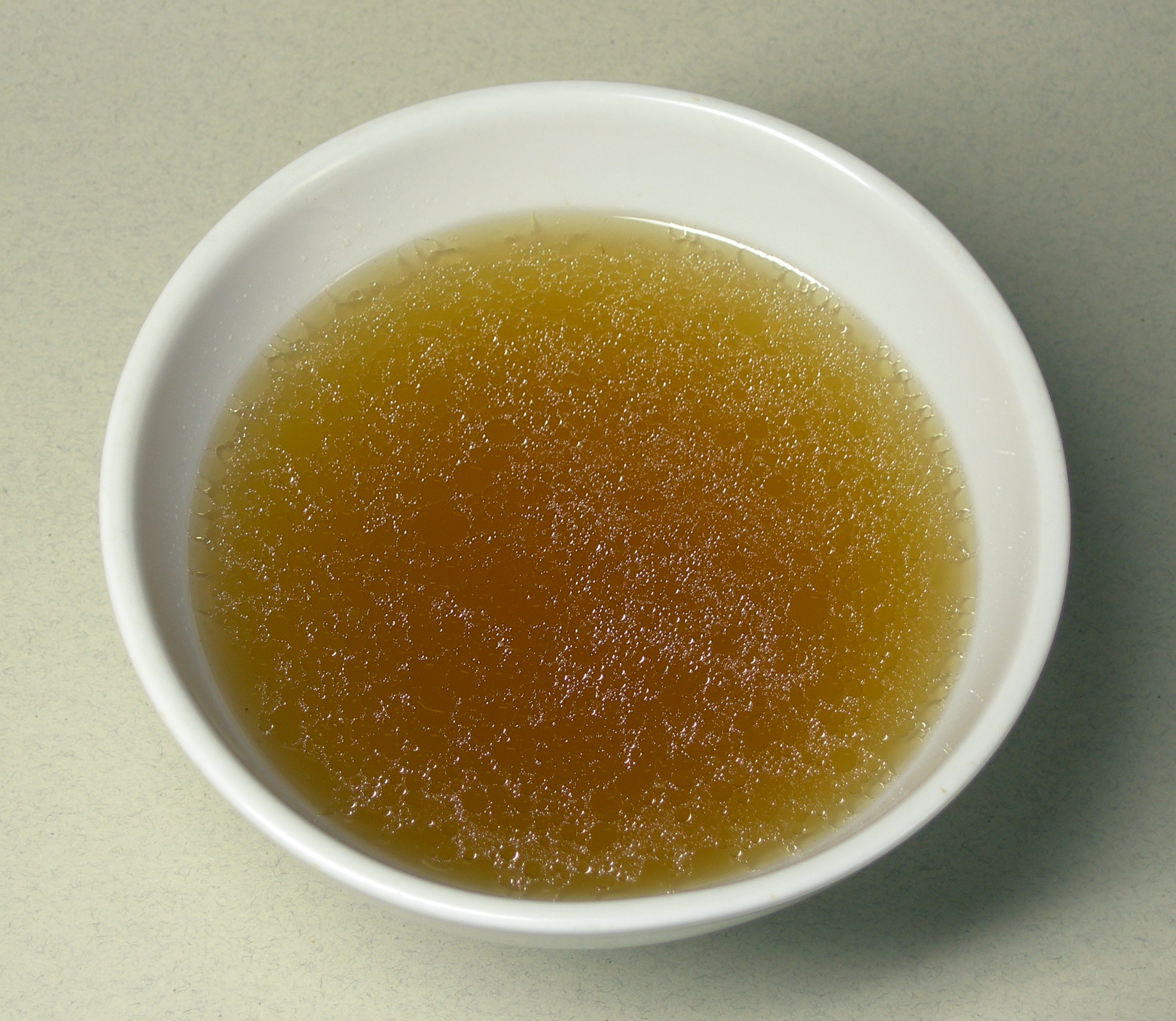
Geklärte Rinderkraftbrühe (Consommé)

Brühe (mhd. brüeje „heiße Flüssigkeit“) ist eine Flüssigkeit, die auf der Basis von Gemüse und/oder tierischen Produkten (aus Knochen und Abschnitten) gekocht wird. Die Aromen und Nährstoffe der Einlage gehen in das Wasser über und ergeben so durchgeseiht eine würzige, klare oder leicht getrübte Suppe, die zumeist als Grundlage für andere Gerichte dient, aber auch ohne weitere Verarbeitung konsumiert werden kann.  
Der Begriff Bouillon wird in Deutschland und Österreich nur für eine Fleischbrühe und Knochenbrühe von Rind, Kalb, Lamm oder Geflügel verwendet, also eine Brühe gekocht aus Fleisch und Knochen. In der Schweiz wird auch die Brühe aus Gemüse als Bouillon bezeichnet. 
In der Küchensprache sind eingekochte Grundbrühen Fonds (zumeist aus Wild- oder Fischteilen) und dienen als Grundlage für Suppen, Saucen und als Kochflüssigkeit für Fleisch, Geflügel, Fisch und Gemüse. Brühen gibt es auch als Convenienceprodukte.
Einfache Brühen und Kraftbrühen (Consommé) können durch Einlagen aus zerkleinerten frischen Küchenkräutern, besonders Petersilie, Schnittlauch, Kerbel und Estragon, geschmacklich und ernährungsphysiologisch aufgewertet werden. Suppeneinlagen sollten in geringen Mengen verwendet werden.

## Zubereitung
Zur Herstellung einer Brühe werden je nach Verwendungszweck Gemüse, Knochen, Fleisch, Geflügel oder Fisch, auch in Kombinationen, verwendet. Die darin enthaltenen Fette und Proteine werden durch Hitze gelöst und andere Substanzen gelangen durch Osmose in die Flüssigkeit. Damit eine Brühe besonders aromatisch wird, sollten die Zutaten bereits ins kalte Wasser gegeben und erst gegen Ende der Kochzeit gesalzen werden – so ist das osmotische Gefälle besonders hoch und mehr Substanzen diffundieren ins Wasser. Um flüchtige Aromen zu schützen, werden Brühen nicht sprudelnd gekocht, sondern nur gerade auf den Siedepunkt erhitzt (sie sollen, so Escoffier, quasi nur „lächeln“).
Während des Kochens bildet sich, besonders kurz nachdem der Siedepunkt erreicht wurde, Schaum aus geronnenen Proteinen, der entfernt werden sollte: Eine klare Brühe, die nicht mit Hilfsmitteln (Eiklar) erstellt werden soll, erfordert das permanente Abschöpfen dieses Schaums; dabei werden ihr unerwünschte Schwebstoffe entzogen. 
Ist die Brühe, je nach Zutaten, nach etwa ein bis drei Stunden fertig, kann sie, sofern der entstandene Schaum nicht bereits vorher regelmäßig entfernt wurde, mit einem Hilfsmittel dennoch geklärt werden: Dazu wird geschlagenes Eiklar in der vorher gesiebten Brühe aufgekocht, das bei dessen Gerinnen die Schwebstoffe nunmehr zwar an sich bindet, jedoch werden dadurch wertvolle Inhaltsstoffe unnötig mit gebunden. In der daran anschließenden nötigen Filterung der Brühe durch ein Haarsieb oder ein Stofftuch werden diese entfernt, die Brühe ist dadurch weniger „gehaltvoll“. 
Schließlich wird die Brühe, falls notwendig, entfettet. Das kann durch vorsichtiges Abschöpfen, Absaugen mit Küchenpapier oder durch Kühlen der Brühe und anschließendes Abnehmen des erstarrten Fetts geschehen.
Neben den jeweiligen Grundzutaten werden auch Gewürze wie Pfefferkörner, Gewürznelken und Lorbeer mitgekocht sowie Suppengrün und Zwiebeln zu verschiedenen Zeitpunkten in die siedende Brühe zugegeben.

## Fertigbrühen
Die im Handel erhältlichen Konzentrate für Brühe, wie Brühwürfel oder gekörnte Brühe, bestehen in der Regel vorwiegend aus Salz (über die Hälfte), Fett, Würze, Geschmacksverstärkern und Gewürzen und enthalten kein oder kaum Fleisch oder Gemüse; die flüssig erhältlichen Fonds sind ähnlich zusammengesetzt und unterscheiden sich lediglich durch den Wassergehalt. Der zugesetzte Fleischextrakt ist lediglich geschmacksgebend: Sie sind kein Ersatz für eine selbstgefertigte Brühe.

## Arten
- Fischbrühe oder Fischfond wird vor allem aus Resten von Speisefischen wie Köpfen und Gräten, auch den Schalen von Hummern hergestellt.
- Kalbsfußbrühe oder Kalbsfuß-Suppe nach Hildegard von Bingen wird aus Kalbsfüßen hergestellt.[5]
- Fischsud (Court-bouillon) ist eine Gemüsebrühe aus Wasser, Möhren, Zwiebeln, Kräutern (Bouquet garni) und Gewürzen wie Pfeffer und Piment sowie eventuell Zitrone, Wein oder Essig. In Fischsud werden Fische und Schalentiere, seltener Geflügel, bei schwacher Hitze langsam gegart.
- Fleischbrühe wird aus Rind-, Kalb- oder Lammfleisch hergestellt, selten aus Schweinefleisch. Damit Fleischbrühe ein volleres Mundgefühl bekommt und gekühlt erstarrt (für Sülzen, Aspik usw.), wird traditionell ein Kalbsfuß mitgekocht. Es gibt helle und dunkle Fleischbrühe.
  - Bouillon ist eine einfach geklärte, kräftige Rinderbrühe.
  - Consommé  oder Kraftbrühe ist eine Rinderbrühe, in der noch einmal Hackfleisch, Eiweiß und Wurzelgemüse gekocht wurde. Das Verhältnis zwischen Fleisch und Brühe beträgt etwa eins zu fünf. Bei Consommé double beträgt es etwa zwei zu fünf. Zum Schluss wird die Consommé noch einmal abgeseiht.
- Geflügelbrühe wird vor allem aus Huhn zubereitet. Für feine Brühe können ergänzend Tauben oder anderes Geflügel mitgegart werden. Die Karkassen können ebenfalls eine Grundlage bilden, wenn das Fleisch anderweitig verwendet wird.
- Gemüsebrühe oder Wurzelbrühe wird aus gemischtem Gemüse, vor allem Wurzelgemüse (Suppengrün), Kräutern und Pilzen hergestellt. Um fettlösliche Aromastoffe zu binden, sollte dem Wasser etwas Pflanzenöl zugegeben werden. Gemüsebrühe muss meist nicht geklärt und entfettet werden.
- Knochenbrühe wird aus gespaltenen Sand- und Markknochen, meist vom Rind, hergestellt. Sie dient vor allem als Zutat für Saucen und als Kochflüssigkeit. Nach dem ersten Auskochen können die Knochen zerschlagen und ein weiteres Mal verwendet werden.
- Pilzbrühe wird aus frischen, in Butter angeschwitzten Pilzen und Kräutern hergestellt. Sie wird mit gehackten Pilzstielen und Zwiebeln sowie Eiweiß geklärt und durch ein Tuch passiert.
- Wurstbrühe entsteht bei der Herstellung von Brüh- und Kochwurst. Sie bildet eine traditionelle Grundlage für deftige Eintöpfe.

Eingekochte Brühen werden allgemein „Fond“ genannt: Sie dienen als klassische Saucengrundlage.

## Fleischextrakt
Eine Ausnahme bildet reiner Fleischextrakt insofern, da er ausschließlich aus ausgezogenem Fleisch vom Rind besteht, und durch starkes Kochen (und Verdampfen) von Rindsbrühe entstanden ist: Mit Verdünnung durch kochendes Wasser entsteht erneut eine Brühe. Dieser Extrakt kann auch selbst hergestellt werden; in Fertigbrühen (siehe oben) ist er auf Grund seiner hohen Herstellungskosten nur „geschmacksgebende Zutat“.